# David Lee (político)
David Lee Ta-wei (chino: 李大維; pinyin: Lǐ Dàwéi) (nacido el 15 de octubre de 1949) es un político taiwanes que ejerció el cargo de ministro de Asuntos Exteriores de la República de China desde el 20 de mayo de 2016 hasta el 26 de febrero de 2018.

## Educación
- 1986  PhD en asuntos exteriores, Universidad de Virginia
- 1980  M.Un. En asuntos exteriores, Universidad de Virginia
- 1973  B.Un. En ciencia política, Universidad Nacional de Taiwán, República de China

## Línea de tiempo de carrera
- 2007–2012 representante, Taipéi Oficina Económica y Cultural en Canadá
- 2004–2007 representante, Taipéi Económico y Oficina Representativa Cultural en los Estados Unidos
- 2001–2004 representante, Taipéi Oficina Representativa en Bélgica, también responsable para la Unión Europea y Luxemburgo
- 1998–2001 ministro de diputado, Ministerio de Asuntos Exteriores, ROC (Taiwán)
- 2000–2001 adjunct profesor, Universidad de Taiwán Nacional
- 1997–1998 director-general, Oficina de Información del Gobierno, Ejecutivo Yuan, y Portavoz de Gobierno (rango de Gabinete), ROC
- 1996 director-general, Departamento de Asuntos norteamericanos, Ministerio de Asuntos Exteriores, ROC
- 1993–1996 asocia en Búsqueda, Fairbank Centro para Búsqueda asiática Del este, Universidad de Harvard
- 1993–1996 director-general, Taipéi Oficina Económica y Cultural en Boston
- 1990–1993 subdirector-general, Departamento de Servicio de Información Internacional, Oficina de Información del Gobierno, Ejecutivo Yuan
- 1988–1993 adjunct asocia profesor, Taiwán Nacional Universidad Normal
- 1988–1989 ayudante principal al Ministro de Asuntos Exteriores
- 1982–1988 asesor de personal, Consejo de Coordinación para Asuntos norteamericanos, Oficina en Washington D. C.
- 1976–1977 editor gestor, Asia y el Foro Mundial, Taipéi, Taiwán

## Ministerio de Asuntos Exteriores

### Afiliación de Taiwán en las Naciones Unidas
Hablando en agosto de 2016, Lee dijo que Taiwán continuará perseguir participación significativa en las Naciones Unidas (ONU) agencias. Aun así, no promueva Taiwán para solicitar afiliación de ONU.

## Publicaciones
- El Haciendo del Acto de Relaciones del Taiwán: Veinte Años en Retropect. Oxford Prensa universitaria, 2000
- Taiwán en un Mundo Transformado. (co-Editado con Robert L. Pfaltzgraff, Jr.) Brassey  Inc., 1995
- El Proceso Legislativo del Acto de Relaciones del Taiwán. Taipéi, Feng Yuen Publicación, 1988

| Predecesor: David Lin | Ministro de Asuntos Exteriores de la República de China 20 de mayo de 2016 - 26 de febrero de 2018 | Sucesor: Joseph Wu |